# Ауди A3
„Ауди А3“ (Audi A3) е модел средни автомобили (сегмент C) на германската компания „Ауди“, произвеждан от 1996 г. до днес в четири последователни поколения. Той дели една платформа с автомобили като „Фолксваген Голф“, „Сеат Леон“, „Шкода Октавия“, „Ауди ТТ“.
От 1999 година се произвежда вариант на модела с подобрено поведение, продаван под името „Ауди S3“.

## Първо поколение – 8L (1996 – 2003)
Първото поколение на „Ауди А3“ се произвежда в периода 1996 – 2003 г. Това е първият модел на „Фолксваген Груп“, използващ новата платформа А4 (или PQ34) и има прилика с „Фолксваген Голф IV“, с когото делят и няколко от двигателите. За да не пречи на продажбите на въведения през 1997 г. „Голф IV“ и за да придобие по-спортен имидж от него, „Ауди А3“ първоначално се произвежда само с три врати. От 1999 г. има и версия с пет врати.
Задвижването е предно, системата quattro може да бъде поръчана като екстра.

### Версии
- Attraction: базисният модел
- Ambition: спортна версия със спортен волан, с 16 мм по-ниско шаси, спортни седалки, широки гуми, алуминиеви джанти с дизайн с шест спици и др.
- Ambiente: комфортна версия с темпомат, допълнителни жабки и чекмеджета, алуминиеви джанти с дизайн с десет спици и др.
- S line: спортна версия с ексклузивни екстри и цветове

### Фейслифт
През септември 2000 г. е извършен фейслифт, като са направени промени по екстериора и интериора на колата, с които „А3“ става по-агресивен и по-висококачествен в сравнение с модела отпреди фейслифта.
Някои от променените детайли: фарове, стопове, преден спойлер, нови цветове, нов дизайн на страничните огледала, решетката на радиатора е с по-широка хромирана рамка, седалки и материя на седалките, волан с копчета за управление на радиото и бордовия компютър, преработка на системите антиблокираща система и ESP.

### Двигатели
| Бензин   | Бензин   | Бензин            | Бензин                                    | Бензин      | Бензин |
| Цилиндри | Двигател | Обем              | Мощност                                   | Особености  | Години |
| -------- | -------- | ----------------- | ----------------------------------------- | ----------- | ------ |
| Четири   |          |                   |                                           |             |        |
| 1.6      | 1595 см³ | 74 kW (101 к.с.)  | до фейслифта                              | 1996 – 2000 |        |
| 1.6      | 1595 cm³ | 75 kW (102 к.с.)  | от фейслифта                              | 2000 – 2003 |        |
| 1.8      | 1781 cm³ | 92 kW (125 к.с.)  |                                           | 1996 – 2003 |        |
| 1.8 T    | 1781 cm³ | 110 kW (150 к.с.) | турбо                                     | 1996 – 2003 |        |
| 1.8 T    | 1781 cm³ | 132 kW (180 к.с.) | турбо                                     | 1998 – 2003 |        |
| Дизел    |          |                   |                                           |             |        |
| Цилиндри | Двигател | Обем              | Мощност                                   | Особености  | Години |
| Четири   |          |                   |                                           |             |        |
| 1.9 TDI  | 1886 cm³ | 66 kW (90 к.с.)   | турбо и директно впръскване; до фейслифта | 1996 – 2001 |        |
| 1.9 TDI  | 1886 cm³ | 74 kW (101 к.с.)  | турбо и директно впръскване; от фейслифта | 2001 – 2003 |        |
| 1,9 TDI  | 1886 cm³ | 81 kW (110 к.с.)  | турбо и директно впръскване; до фейслифта | 1997 – 2001 |        |
| 1.9 TDI  | 1886 cm³ | 96kW (131 к.с.)   | турбо и директно впръскване; от фейслифта | 2000 – 2003 |        |

### Ауди S3 8L
Първата генерация на S3 се произвежда в периода 1999 – 2003 г. на платформата Volkswagen A4 (PQ34), на която се произвеждат и Ауди ТТ, Шкода Октавия, Фолксваген Голф и др. За разлика от А3 няма версия с пет врати.
Този модел е задвижван от бензинов 1.8 литров четирицилиндров двигател с турбо, чиято мощност до 2001 г. е 210, а след това – 225 к.с.
Разликата в серийното оборудване в сравнение с А3 се състои в оптично променената предна и задна броня, по-широките калници и странични прагове, спойлер, спортни кожени седалки Рекаро, quattro задвижване, ксенонови фарове, 17-цолови джанти Avus, тракшън контрол. Като екстри могат да бъдат поръчани аудио система Bose, чейнджър за 6 диска, боя металик, 18-цолови джанти RSTT, система за помощ при паркиране, отопление на предните седалки, круиз контрол и др.
След фейслифта през септември 2000 г., S3 получава нов дизайн на някои части като фарове и стопове, предния спойлер и малки промени в интериора.
Моделът се продава официално само в Европа, Великобритания, Мексико и Австралия.

## Второ поколение – 8P (2003 – 2013)
Второто поколение на „А3“ – 8Р – влиза в производство през месец май 2003 г. и е първият модел на „Фолксваген Груп“, който използва новата платформа „Фолксваген А5“ (PQ35). Силуетът му не се отличава особено от този на първото поколение, като трябва да се отбележи, че 8Р е малко по-ръбест.
Разликите между двете поколения се състоят в няколкото нови двигателя, стандартна шестстепенна скоростна кутия (без базовия модел 1.6), опционална полуавтоматична скоростна кутия DSG (по-късно наречена S tronic) за моделите с поне 140 к.с., както и технически подобрения от рода на електромеханична кормилна уредба, двузонов климатик, отделно окачване за всяко от задните колела и др.
Втората генерация също е серийно снабдена с предно задвижване, а като екстра за моделите с минимум 140 к.с. може да бъде поръчана системата quattro. Версията с 3.2 литров мотор е серийно произвеждана с quattro.

### Фейслифт
Този модел е последният нов модел на „Ауди“, който използва старата решетка на радиатора. След фейслифта през юни 2005 г. се използва новата голяма единична решетка на радиатора (т. нар. Singleframe-Grill). Тя е най-набиващата се в очи разлика между моделите преди и след фейслифта. Променена е и формата на стоповете. Подобрена е сигурността на автомобила – въведен е т. нар. Hill Hold Assist, благодарение на който колата няма да тръгва леко назад при потегляне на стръмен път, а системата ESP е преработена. За сметка на това в интериора има минимални промени. Нови двигатели не са въведени.

### Sportback
Ауди А3 8РА Sportback (или просто Sportback) се нарича версията с пет врати. В производство е от септември 2004-та. Тя е по-дълга със 72 мм от тривратия модел. А3 Sportback има по-дълга и по-стръмна задна част, но това не го прави комби (в такъв случай моделът би трябвало да се казва А3 Avant). Още първият екземпляр на Sportback има новата голяма решетка на радиатора и така се превръща в първата версия на А3 с нея. Този модел разполага и с нов двигател – 2.0 TFSI с мощност от 200 к.с., който е първият серийно произведен мотор с турбо и директно впръскване.

### Версии
- Attraction: базисният модел
- Ambition: спортна версия със спортен волан, с 15 мм по-ниско шаси, фарове за мъгла, бордови компютър, спортни седалки, алуминиеви джанти с нов дизайн и др.
- Ambiente: комфортна версия с темпомат, допълнителни жабки и чекмеджета, декоративни дървени елементи, алуминиеви джанти с дизайн със седем спици, сензор за светлина и дъжд, и др.
- S line Exterieurpaket: спортен дизайн на броните, спойлер, двоен накрайник на ауспуха, фарове за мъгла и др.
- S line Sportpaket Plus: спортно шаси с 25 мм по-ниско, 17-цолови алуминиеви джанти с пет или девет спици, два допълнителни цвята с перлен ефект, спортни кожени седалки, декоративни алуминиеви елементи и др.

### Двигатели
| Бензин   | Бензин    | Бензин   | Бензин            | Бензин                                      | Бензин            |
| Цилиндри | Двигател  | Обем     | Мощност           | Особености                                  | Години            |
| -------- | --------- | -------- | ----------------- | ------------------------------------------- | ----------------- |
| Четири   | 1.6       | 1595 cm³ | 75 kW (102 к.с.)  |                                             | от 05/2003        |
| Четири   | 1.6 FSI   | 1595 cm³ | 85 kW (115 к.с.)  | с директно впръскване                       | от 08/2003        |
| Четири   | 2.0 FSI   | 1984 cm³ | 110 kW (150 к.с.) | с директно впръскване                       | 05/2003 – 11/2006 |
| Четири   | 1.8 TFSI  | 1798 cm³ | 116 kW (160 к.с.) | турбо с директно впръскване; заменя 2.0 FSI | от 1/2007         |
| Четири   | 2.0 TFSI  | 1984 cm³ | 147 kW (200 к.с.) | турбо с директно впръскване                 | от 09/2004        |
| Шест     | 3.2       | 3189 cm³ | 184 kW (250 к.с.) |                                             | от 09/2003        |
| Дизел    |           |          |                   |                                             |                   |
| Цилиндри | Двигател  | Обем     | Мощност           | Особености                                  | Години            |
| Четири   | 1.9 TDI   | 1896 cm³ | 77 kW (105 к.с.)  | турбо с директно впръскване                 | от 05/2003        |
| Четири   | 1.9 TDI e | 1896 cm³ | 77 kW (105 к.с.)  | турбо с директно впръскване                 | от 03/2007        |
| Четири   | 2.0 TDI   | 1968 cm³ | 103 kW (140 к.с.) | турбо с директно впръскване                 | от 05/2003        |
| Четири   | 2.0 TDI   | 1968 cm³ | 125 kW (170 к.с.) | турбо с директно впръскване                 | от 04/2006        |

### Ауди S3 8Р
Също като своя събрат А3 8Р, S3 8Р е конструиран на платформата Фолксваген А5 (PQ35). Предлага се само с три врати и без S tronic. Двигателят е двулитров бензинов турбо с директно впръскване и четири цилиндъра. Мощността от 265 к.с. ускорява колата от 0 до 100 км/ч за 5,7 секунди. Максималната скорост е ограничена до 250 км/ч. Задвижването е тип quattro.
Тази генерация не се продава в Северна Америка.

## Любопитно
В рамките на рекламна кампания на А3 в САЩ през пролетта на 2005 г. Ауди стартира голяма ARG (alternate reality game) – вид игра, която размива границите между реалността и фантазията и в която играчите разнищват някаква загадка, като използват информация от различни медии в реалния свят. Играта на Ауди се нарича The Art of the H3ist. В нея играчите трябва да помогнат на мъж и жена, занимаващи се с откриване на крадени предмети на изкуството, да заловят добре сработен екип от крадци на ценни предмети като намерят в реалния свят шест автомобила А3 със скрита в тях информация. За тази цел играчите трябва да следят статиите и обявите във вестници и електронни медии. Сценарият на играта, написан от холивудски сценаристи, включва убийства, любовни триъгълници, внезапни обрати и т.н. След тази игра, продължила три месеца, продажбите на А3 значително се покачват, а Уол Стрийт Джърнъл я определя като „единствена по рода си реклама“.